# نظرية القيمة (علم اقتصاد)
نظرية القيمة هو مصطلح شامل ينطوي على جميع نظريات علم الاقتصاد التي تحاول تفسير القيمة المقابلة أو سعر البضاعة والخدمات. وتضم الأسئلة الأساسية في نظرية الاقتصاد، ما سر تسعير البضاعة والخدمات حسبما هي، وكيف تنشأ قيمة البضاعة والخدمات، وبالنسبة لنظريات القيمة المعيارية كيف يمكن حساب السعر الصحيح للبضاعة والخدمات (في حالة وجود قيمة مثل هذه). وتنقسم نظريات القيمة إلى فئتين أساسيتين:
النظريات الجوهرية (الموضوعية)
انظر المقالة الرئيسية بعنوان: نظرية القيمة الجوهرية
تعتبر النظريات الجوهرية، حسبما ينطوي الاسم، أن سعر السلع والخدمات ليست وظيفة الأحكام الفردية.
النظريات الفردية
انظر المقالة الرئيسية بعنوان: نظرية القيمة الفردية
ترى النظريات الفردية أنه كي يكون لشيء ما قيمة اقتصادية (سعر غير صفري)، فيجب أن يكون هذا الشيء مفيدًا في تلبية احتياجات الإنسان ويجب أن يكون محدود العرض. وهذا هو أساس نظرية القيمة الحدية. وفي إطار تفسير السعر، لا تكون نظرية المنفعة الحدية نظرية قيمة معيارية.
وما يتم تناوله في أي من الحالتين هو الأسعار العامة، أي الأسعار في مجملها وليس سعرًا خاصًا لسلعة أو خدمة خاصة في ظرف معين. فالنظريات في كلتا الفئتين تسمح بالاستثناءات عندما يتعارض سعر معين مع تعاملات السوق الحقيقية، أو عند تحديد سعر في نظام تحديد أسعار معين.

## أنظر أيضًا
- كلفة الإنتاج
- نظرية قيمة المنفعة
- نظرية قيمة العمل
- نظرية قيمة السلطة
- النظرية الحدية
- مفارقة القيمة
- القيمة (اقتصاد)